# David Frykholm
David Frykholm, född 8 januari 1980, är en svensk före detta friidrottare (längdhopp). Han tävlade inhemskt för bland annat IF Göta och Malmö AI. Han vann ett SM-guld utomhus och fyra inomhus i längdhopp åren 2003 till 2006. Frykholm avslutade sin friidrottskarriär hösten 2012.

## Personliga rekord
| Utomhus - 100 meter – 11,55 (Sollentuna 2 augusti 2002) - Längdhopp – 7,67 (Helsingborg 20 augusti 2005) - Längdhopp – 7,57 (Lund 1 september 2007) - Längdhopp – 7,84 (medvind 3,4 m/s) (Göteborg 27 augusti 2005) - Tresteg – 15,24 (Karlstad 21 juni 2006) - Tiokamp – 6 613 (Karlskrona 8 september 2002) | Inomhus - Höjdhopp – 1,96 (Bollnäs 8 februari 1998) - Längdhopp – 7,60 (Malmö 13 februari 2005) - Längdhopp – 7,52 (Sätra 26 februari 2006) - Tresteg – 15,16 (Stange, Norge 20 februari 1999) - Tresteg – 14,23 (Eskilstuna 22 februari 1997) - Sjukamp – 4 681 (Göteborg 9 mars 2003) |